# Пожилино
Пожилино (на руски: Пожилино) е село в централната европейска част на Русия, част от Ефремовски район на Тулска област. Населението му е около 430 души (2010).
Разположено е на 160 метра надморска височина на Средноруското възвишение, на 8 километра западно от Ефремов и на 120 километра южно от Тула.

## Известни личности
Родени в Пожилино
- Алексей Льовшин (1798 – 1879), политик